# نوروز در میان کردها
جشن نوروز جشن باستانی، ملی، قومی در بین مردم کُرد در کُردستان است. نوروز (به کردی: نه‌ورۆز یا گوڵوس  ویا سه‌ری‌ساڵ) یکی از کهن‌ترین جشن‌های به جا مانده از دوران ایران باستان جایگاه ویژه‌ای در میان مردم کُرد داشته و در طی گذشت قرن‌ها همچنان جشن نوروز در بین کُردها برگزار می‌گردد. نوروز در میان کُردها از ارزش ویژه‌ای برخوردار است به طوری که هرساله در تمام نقاط کُردنشین کردستان ایران، کردستان سوریه، کردستان عراق و کردستان ترکیه برگزار می‌شود.

## پیدایش نوروز در داستان‌های کردی

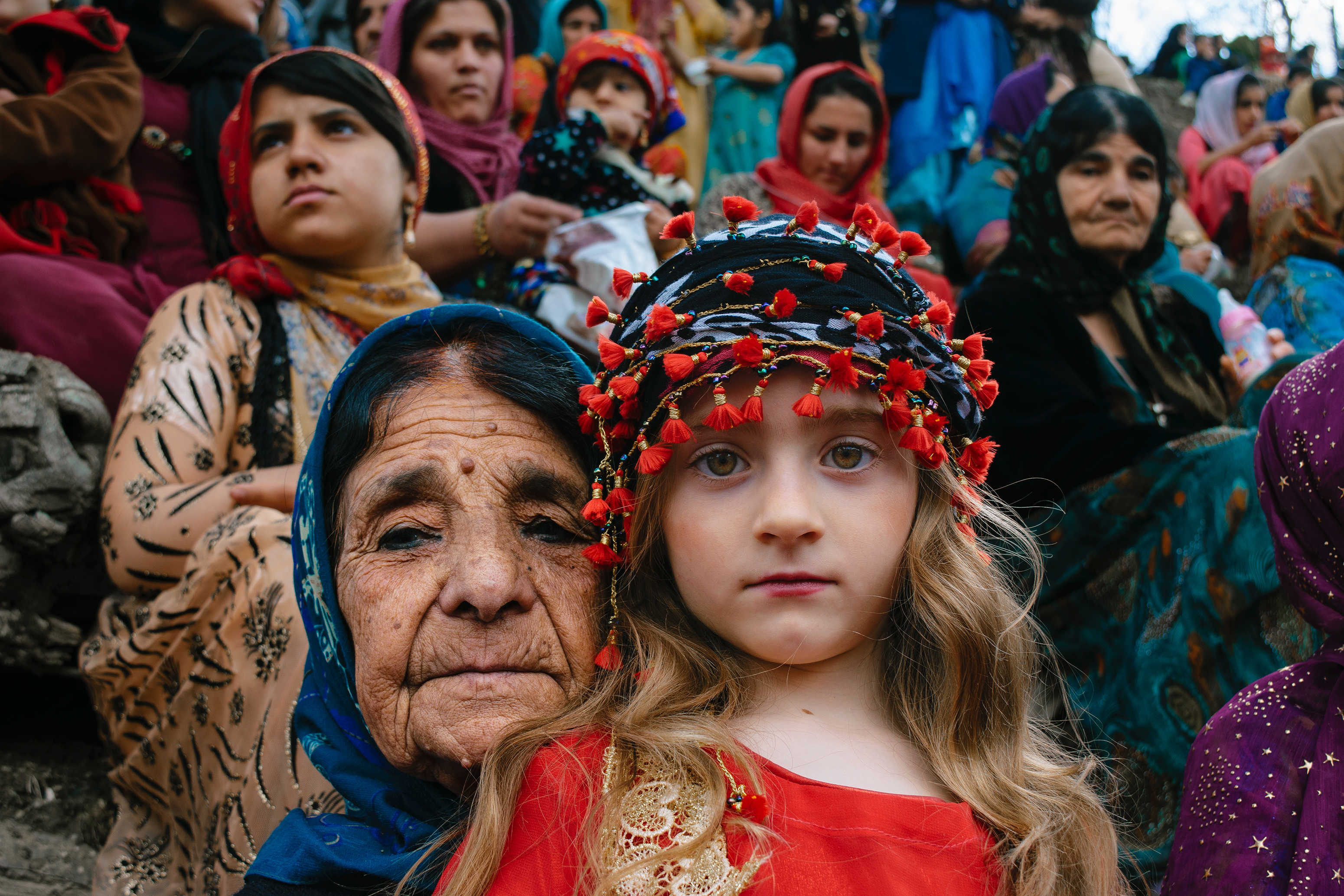
نگاره‌ای از یک دخترک کرد و مادربزرگش در جشن نوروز روستای بیساران به‌مناسبت فرارسیدن نوروز، اهالی روستا با نواختن موسیقی و رقص کردی و با پوشیدن لباس‌های شاد و رنگارنگ به استقبال نوروز می‌روند.

در داستان‌های کردی آمده‌است که چهار هزار سال پیش از میلاد مسیح کی مورس (به فارسی کیومرث) نامی از مردم کرد پیدا شد و از همان ابتدای کار اهریمن نامی با وی به دشمنی برخاست. او در کوهستان‌های رواندز با اهریمن به جنگ پرداخت و در آغاز پیکار به سپاهیانش فرمان داد که در صورت پیروزی بر دشمن و کشتن اهریمن بر ستیغ کوه‌ها و بالای تپه‌ها و گردنه‌ها، برج‌هایی از آتش برافروزند تا هم نشانی بر اعلام پیروزی باشد و هم فرمانی بر بازگشت سپاه از جبهه‌ها به نزد وی. سرانجام پیکار با اهریمن به پیروزی سپاه کی مورس پایان یافت و آتش‌ها بر بالای کوه‌ها زبانه کشید و با تابش شعله‌ها پیروزی حق بر باطل و شکست اهریمن به آگاهی عامه رسید. روز پیروزی بر دشمن ده روز پیش از موقع نوروز کنونی بود. کی مورس فرمان داد نه تنها آن روز بلکه ۹ شبانه روز پس از آن را همراه با برافروختن آتش و مراسم جشن و سرور بگذرانند. بدین ترتیب در مدت برگزاری این مراسم جه‌ژنی ۹ روژ از کوه‌ها گرفته تا مراکز شهرها را فروغ تابناک آتش همراه با آهنگ پیروزی دربرگرفته و شب تیره را به روز روشن مبدل ساخته بود. از آن هنگام جه‌ژنی نه‌روژ شکوهی خاص یافت و هر سال همراه با مراسم ویژهٔ آتش بازی برگزار می‌شد.
چهار سال سال بعد از کی مورس ضحاک نامی با سپاه عظیم خود از اورشلیم به سوی کردستان روی آورد و این سرزمین را اشغال کرد. ضحاک دو مار داشت که آنها را می‌پرستید و به مردم نیز دستور داد که در مقام پرستش مارهای وی برآیند. پابپای این فرمان ظلم و ستم آغاز کرد و به اذیت و آزار رعایا پراخت. کردها مدتی تحمل کردند سرانجام کاوه آهنگر پیدا شد؛ و گروهی از ستمدیدگان را به دور خود جمع کرد. کاوه مدت‌ها در اندیشه بود تا موقع مناسبی برای قیام علیه ضحاک بیابد، تا آنکه شب جه‌ژنی ۹ روژ (جشن نه روز) را برای این کار مهم برگزید. در سپیده دم جه‌ژنی ۹ روژ، (برابر با بیست و یکم مارس) به همدستی یارانش به سوی مرکز ستمگری ضحاک یورش برد و آن را به زیر نفوذ خود درآورد. او پس از کشتن ضحاک با انبوه ستمدیدگان پیروز، به سوی اقامتگاه شاهزاده‌ای آریائی به نام فریدون پسر آبتین حرکت کرد و او را به پادشاهی خواندند. در این روز مژده پیروزی کاوه بر ضحاک ستمگر بر همه جا پیچید و بدین ترتیب جلوه جاودانی و خاطرهٔ شکوهمند نوروز که زمینهٔ اصلی آن از دوره کیومرث بود، بر صفحه روزگار نقش بست.

## نوروز در ادبیات کردی
نوروز در ادبیات کردی جایگاه برجسته‌ای دارد. شاعران کرد از دیرباز از ملای جزیری و احمد خانی گرفته تا شاعران نوپرداز سده بیست در شعرهای خود از نوروز یاد کرده‌اند. پیرمرد از جمله افرادیست که در سده بیستم تلاش بسیاری برای برپایی مراسم نوروز کرده و شعر مشهوری برای نوروز دارد.

## نوروز در کردستان
در کردستان یک ماه پیش از عید به ولاغ چاپ پیروی از سنت گذشتگان در خانه‌ها به کاشت دانه‌هایی مانند: گندم، نخود، عدس و کنجد در بشقاب‌ها و ظرف‌های گوناگون می‌پردازند. خصوصاً کاشتن کنجد بر روی بطری‌ها و ظرف‌های کوچک و بزرگ رواج دارد. انواع مختلف سبزه‌ها را که از یک ماه پیش از فرارسیدن نوروز زینت خانه‌ها می‌گردد به زبان محلی شین یا سه وزه گویند. پیشینهٔ شین یا سبزهٔ نوروزی از دانه‌های گوناگون سنتی است اصیل و دیرین که از ایران باستان برجای مانده‌است. خانه تکانی، نظافت و تمیز کردن منازل، از مقدمات این جشن باستانی به مانند دیگر نقاط ایران ست و این یادآور جشن‌های ده روزهٔ فروردگان در ایران باستان و عقیده به بازگشت فروهرهای درگذشتگان است که این عقیده در نقاطی از کردستان به ویژه قروه و روستاهای آن هنوز باقی است. اهالی این ناحیه معتقدند که در سر سال، ارواح درگذشتگان آنها، به کاشانه‌های خود بازمی‌گردند و از کارهای نیک آنان شاد و خشنود گشته و بهره‌مند می‌شوند.
آغاز پیدایش مراسم آخرین چهارشنبه سال در کردی کله‌چوارشمه و در فارسی چهارشنبه سوری گفته می‌شود، به‌طور قطع و یقین معلوم نیست. در کردستان در این روز برخی از زنان هنگام رفتن برای انجام مراسم در دشت و صحرا قیچی‌هایی را نیز با خود به همراه می‌برند و از موی سر بچه‌های خود چند تار قیچی کرده و دور می‌اندازند و معتقدند که بدین ترتیب دردها و ناراحتی‌های آنان را به دست نسیم باد و امواج رودخانه‌ها می‌سپارند.

## درگیری‌های سیاسی
مردم کرد ساکن کشورهای عراق در زمان حکومت صدام حسین و ترکیه کنونی چندین بار به خاطر برگزاری جشن‌های خود در هنگام نوروز مورد آزار و تعقیب قرار گرفتند. در نوروز سال ۱۳۹۱ خورشیدی (مارس ۲۰۱۲)، پلیس ترکیه با تظاهرکنندگانی که به دعوت حزب کارگران کردستان در شهرهایی چون دیاربکر و استانبول راهپیمایی برگزار کرده بودند، درگیر شد و چندین تن را دستگیر کرد.در سال ۲۰۱۵ به دعوت حزب دمکراتیک خلق‌ها جشن نوروز در شهر آمد (دیاربکر) ترکیه انجام شد، که نزدیک به سه میلیون نفر حضور داشتن و بزرگ‌ترین اجتماع نوروز در جهان بوده‌است. هر ساله در دیاربکر پایتخت معنوی کردستان این جشن بزرگ برگزار می‌شود.

## نگارخانه

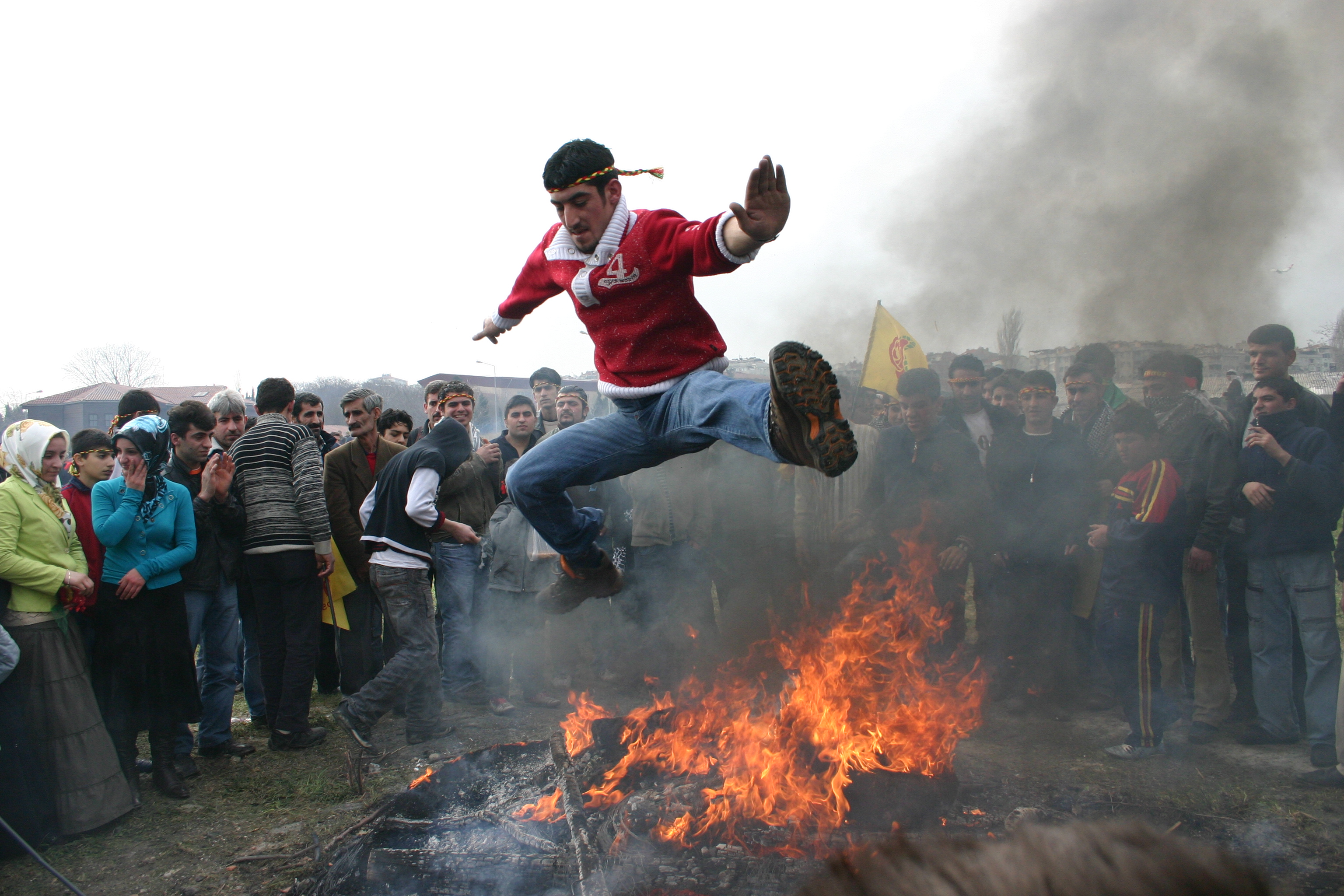
نوروز در استانبول ۲۰۰۶ میلادی
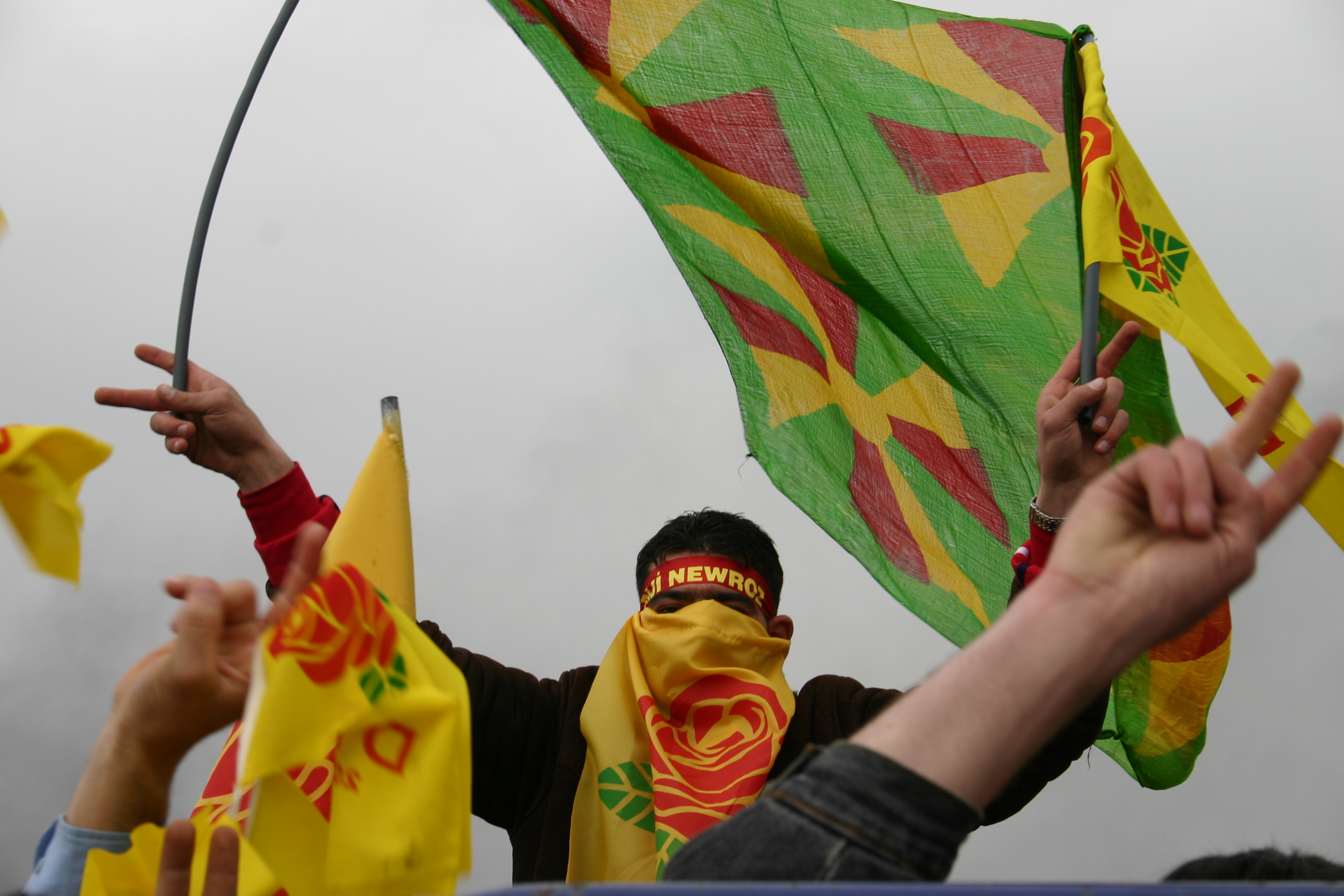
نوروز در استانبول ۲۰۰۶ میلادی
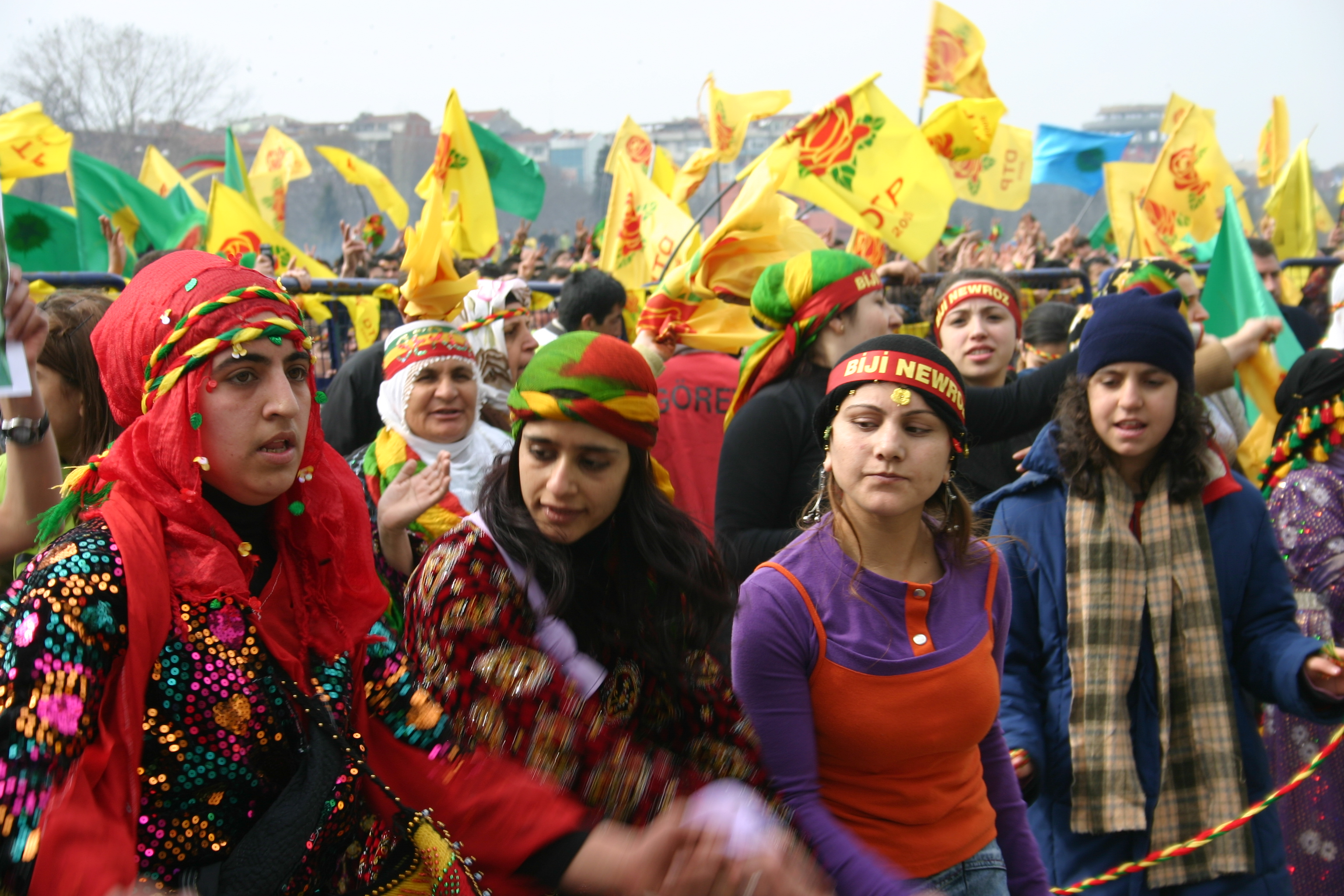
نوروز در استانبول ۲۰۰۶ میلادی
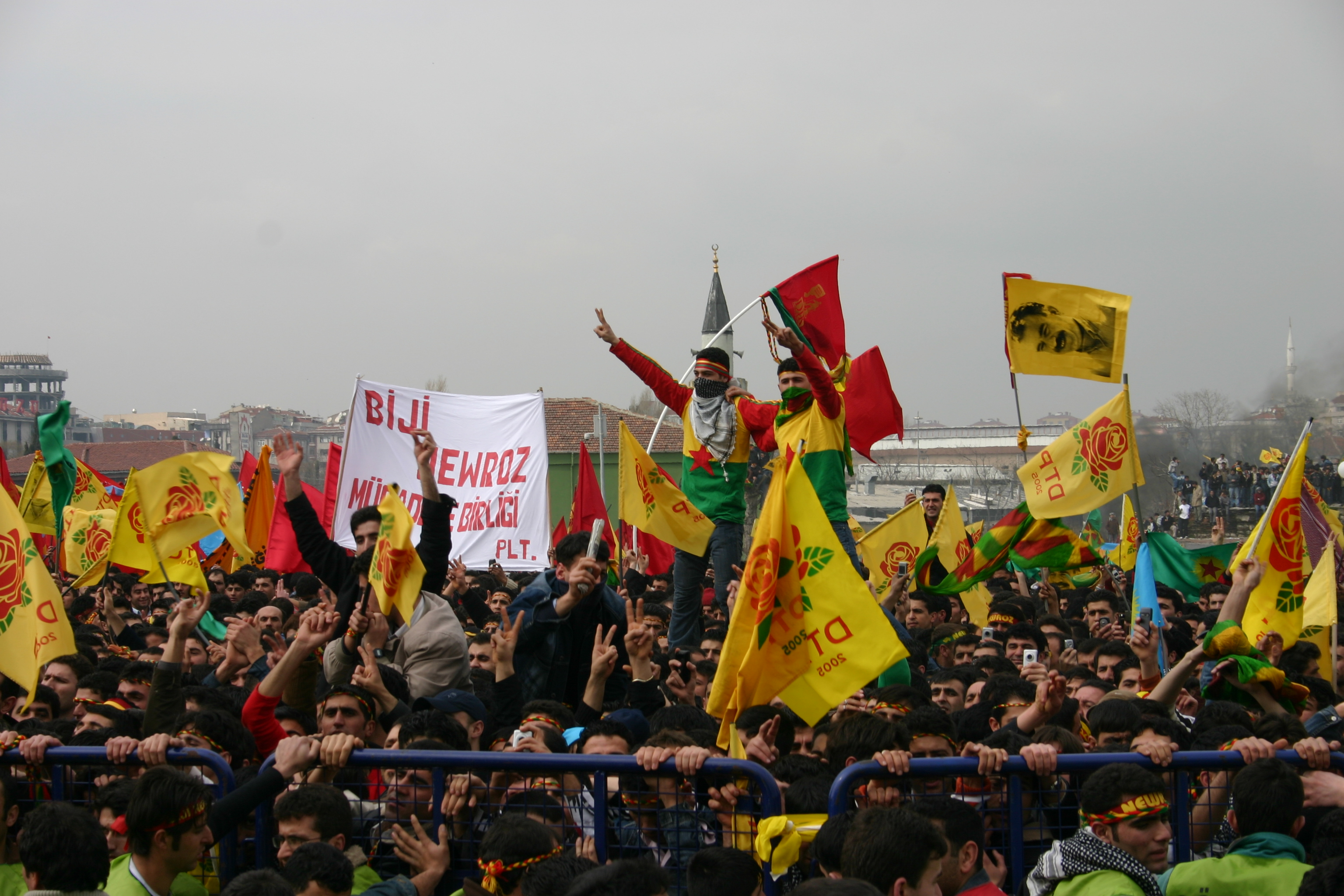
نوروز در استانبول ۲۰۰۶ میلادی
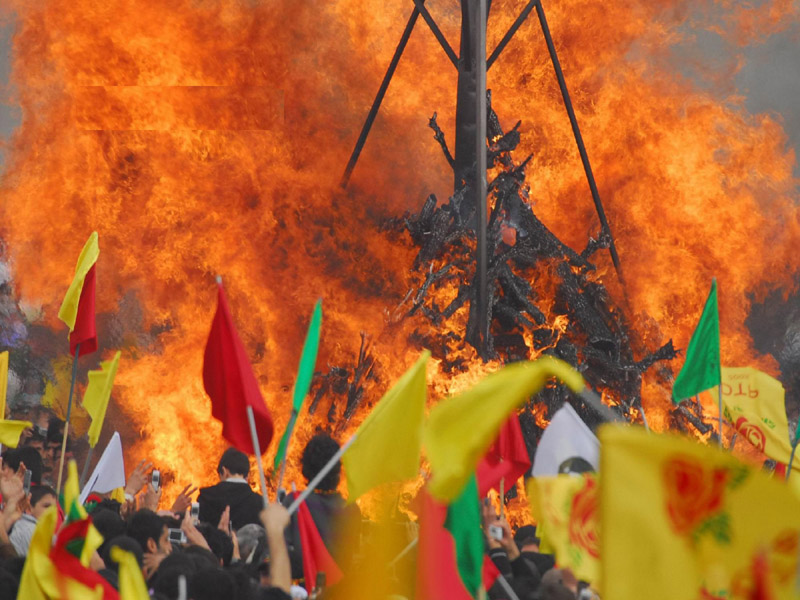
نوروز در کردستان